# Xiongguan (sockenhuvudort i Kina, Yunnan Sheng, lat 24,23, long 102,80)
Xiongguan (kinesiska: 雄关) är en sockenhuvudort i Kina. Den ligger i provinsen Yunnan, i den sydvästra delen av landet, omkring 94 kilometer söder om provinshuvudstaden Kunming. Antalet invånare är 10 852. Befolkningen består av 5 254 kvinnor och 5 598 män. Barn under 15 år utgör 22,0 %, vuxna 15-64 år 68 %, och äldre över 65 år 8,0 %.
Runt Xiongguan är det tätbefolkat, med 331 invånare per kvadratkilometer. Närmaste större samhälle är Yangguang, 9,8 km söder om Xiongguan. Trakten runt Xiongguan består till största delen av jordbruksmark.
Genomsnittlig årsnederbörd är 1 044 millimeter. Den regnigaste månaden är juni, med i genomsnitt 211 mm nederbörd, och den torraste är februari, med 12 mm nederbörd.